# Enrique Martínez y Martínez

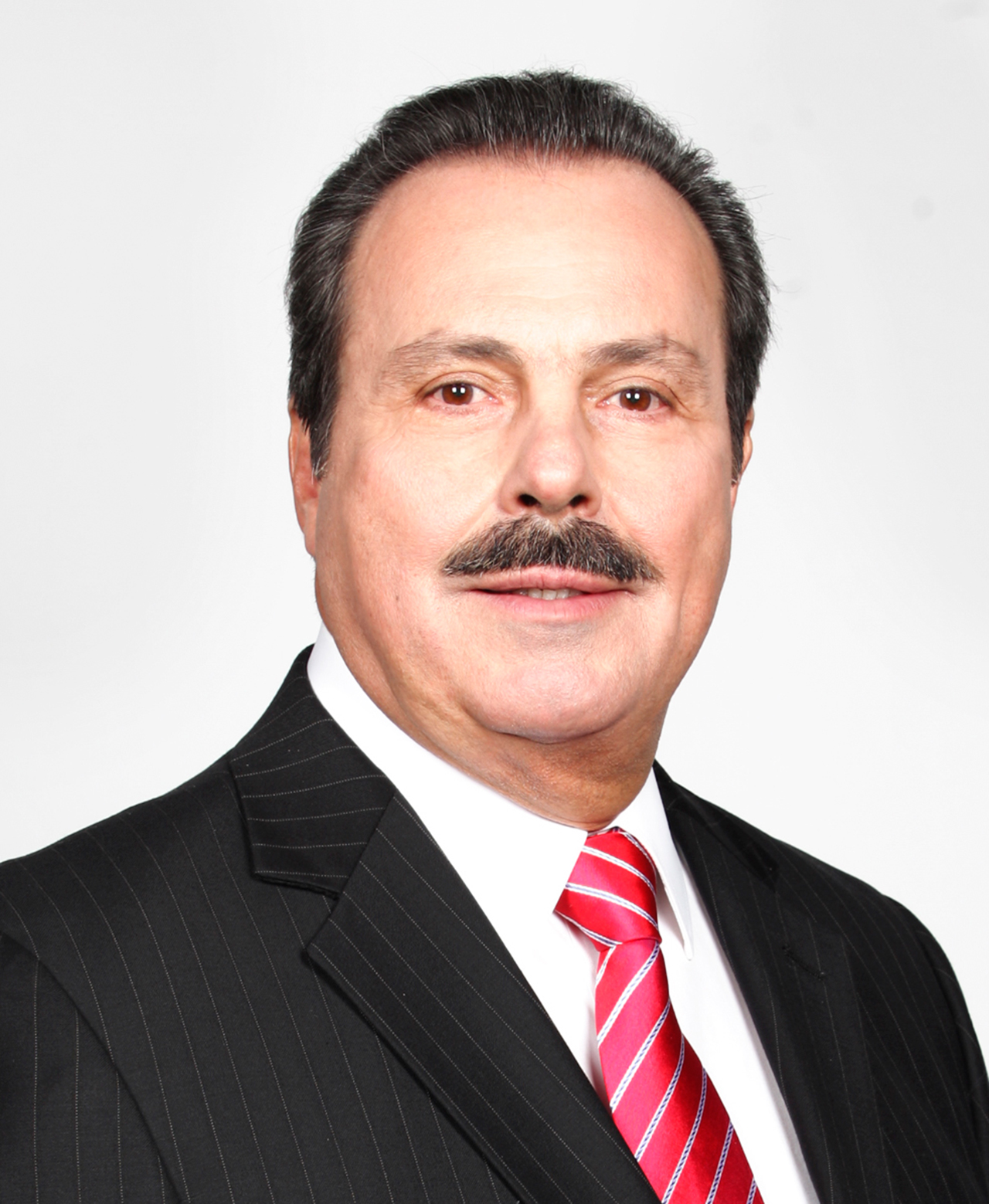
Enrique Martínez y Martínez (2014)

Enrique Martínez y Martínez (* 10. November 1948 in Saltillo, Coahuila) ist ein mexikanischer Politiker des Partido Revolucionario Institucional (PRI), der unter anderem zwischen 1979 und 1981 Bürgermeister von Saltillo, von 1999 bis 2005 Gouverneur des Bundesstaates Coahuila, zwischen 2012 und 2015 Minister für Landwirtschaft, Viehzucht, ländliche Entwicklung, Fischerei und Ernährung (Secretario de Agricultura, Ganadería, Desarrollo Rural, Pesca y Alimentación) sowie von 2016 bis 2018 Botschafter in Kuba war.

## Leben
Enrique Martínez y Martínez absolvierte nach dem Besuch der Grundschule und des Ateneo Fuente in Saltillo ein Studium der Wirtschaftswissenschaften am Instituto Tecnológico y de Estudios Superiores de Monterrey (ITESM). Danach war er als Dozent für Wirtschaftswissenschaften an der Universidad Autónoma de Coahuila (UAdeC) sowie an der Universidad Autónoma Agraria Antonio Narro (UAAAN) tätig. Er war außerdem Präsident des Instituts für öffentliche Verwaltung des Staates Coahuila (Instituto de Administración Pública del Estado de Coahuila), ehe er als Präsident des Unternehmens Grupo Empresarial Martínez in die Privatwirtschaft wechselte.
Seine politische Laufbahn begann Martínez y Martínez in der Kommunalpolitik, als er zwischen dem 1. Januar 1979 und dem 31. Dezember 1981 Bürgermeister seiner Geburtsstadt Saltillo war. Anschließend fungierte er von 1981 bis 1987 als Generalsekretär der Regierung (Secretario general de gobierno) von Coahuila. Im Anschluss wurde er am 1. September 1988 für den Partido Revolucionario Institucional (PRI) Mitglied des Abgeordnetenhauses (Cámara de Diputados), des Unterhauses des Kongresses der Union (Congreso General de los Estados Unidos Mexicanos), und vertrat in diesem bis zum 31. August 1991 den 1. Wahlbezirk des Bundesstaates Coahuila. Nachdem er im Anschluss wieder in der Privatwirtschaft tätig gewesen war, wurde er am 1. September 1997 abermals Mitglied des Abgeordnetenhauses und vertrat nunmehr bis zu seinem Mandatsverzicht am 1. Dezember 1999 den 7. Wahlbezirk von Coahuila. Er war außerdem zeitweilig Delegierter im Zentralvorstand (Comité Ejecutivo Nacional) des PRI.
Am 1. Dezember 1999 wurde Enrique Martínez y Martínez als Nachfolger von Rogelio Montemayor für eine sechsjährige Amtszeit Gouverneur des Bundesstaates Coahuila. Er bekleidete dieses Amt bis zum 30. November 2005 und wurde daraufhin von Humberto Moreira abgelöst. Während seiner Amtszeit setzte er sich für die Verbesserung von Bildung und sozialer Entwicklung, den Aufbau einer Hochlohnwirtschaft, der Verbesserung der Sicherheit wie zum Beispiel durch ein härteres Vorgehen gegen Entführungen und die Wiederherstellung einer finanzpolitischen Zurückhaltung ein.
Präsident Enrique Peña Nieto berief Martínez y Martínez am 1. Dezember 2012 zum Minister für Landwirtschaft, Viehzucht, ländliche Entwicklung, Fischerei und Ernährung (Secretario de Agricultura, Ganadería, Desarrollo Rural, Pesca y Alimentación) in dessen Kabinett. Er bekleidete dieses Ministeramt bis zum 27. August 2015 und wurde daraufhin von José Calzada Rovirosa abgelöst. Am 25. Mai 2016 ernannte Präsident Peña Nieto ihn zum Botschafter in Kuba, wo er die Nachfolge von Juan José Bremer antrat. Den Botschafterposten hatte er bis zum 30. November 2018 inne, woraufhin Miguel Ignacio Díaz Reynoso ihn ablöste.
Aus seiner Ehe mit der Rechtsanwältin María Guadalupe Morales de Martinez gingen die drei Kinder Enrique, Eduardo and Ana Sofia hervor. Sein Sohn Enrique Martínez y Morales war Abgeordneter des Parlaments von Coahuila (Congreso del Estado de Coahuila) sowie 2018 Generaldirektor der Financiera Nacional de Desarrollo Agropecuario, Rural, Forestal y Pesquero/Financiera Rural (FND), ein dem Ministerium für Finanzen und öffentliche Kredite SHCP (Secretaría de Hacienda y Crédito Público) angegliedertes Bankinstitut für ländliche Entwicklung.